# Occitânia
A Occitânia (em occitano:  Occitània, AFI: [uksiˈtanjɔ], [ukʃiˈtanjɔ], [usiˈtanjɔ], [uksiˈtanja] ou [utsiˈtanjɔ],) é uma região histórica que corresponde aos territórios de predomínio histórico do diassistema linguístico-cultural do Occitano. O território uniu-se pela primeira vez na época romana, quando recebe os nomes de Diocese Vienense e, posteriormente, Sete Províncias (Septem Provinciæ) e Aquitânia, este último popularizado na Idade Média. Inclui grande parte do Midi francês (regiões da Provença, Limusino, Auvérnia, Gasconha, Languedoque e Delfinado), o Vale de Arão na Catalunha, os Vales Occitanos e a Guarda Piemontesa em Itália.

## Designação
Occitânia provém do latim medieval Occitania. O prefixo Occ-, surge do occitano òc (sim) e da expressão francesa langue d'oc, em italiano lingua d'oc. A designação foi popularizada por Dante em De Vulgari Eloquentia, onde escreve

"alguns dizem òc, outros sì, outros ainda dizem oïl"Original {{{{{língua}}}}}: "nam alii oc, alii si, alii vero dicunt oil"
Quando do domínio romano (após 355), a maioria da Occitânia era conhecida por Aquitânia, uma parte das Sete Províncias que, por sua vez, se inseria na Província Romana (atual Provença), enquanto que as províncias setentrionais daquilo que é hoje a França eram conhecidas por Gália. Gália Aquitânia (ou Aquitanica) foi também usado desde a Idade Média para fazer referência à Occitânia (Limusino, Auvérnia, Línguadoc e Gasconha), e mais tarde (a partir do século VI) também à Provença. Assim, deve ser notada a diferença entre o histórico Ducado da Aquitânia e a região administrativa moderna. Os nomes "Occitania" e "Língua Occitana" (Occitana Lingua) aparecem em textos latinos a partir de 1242-1254 até 1290 e durante os anos subsequentes do início do século XIV. Existem também textos que designam o território indiretamente através do termo Patria Linguæ Occitanæ ("pátria da língua occitana").

## Cultura

### Língua
Embora a língua natural do país seja o occitano (fragmentado em meia dúzia de dialetos diferentes), estima-se que apenas 4 milhões de occitanos (16% da população) tenham este idioma como materno.
A progressiva substituição do occitano pelo francês começou no século XVIII e continua na actualidade, já que as crianças da Occitânia não podem ser escolarizadas nesta língua. Contudo, existe uma rede de escolas associativas, as calandretas, que seguem um modelo similar ao das ikastolak bascas e dos divan bretões.